# Бојсивил (Висконсин)
Бојсивил (енгл. Boyceville) град је у америчкој савезној држави Висконсин.

## Демографија
По попису из 2010. године број становника је 1.086, што је 43 (4,1%) становника више него 2000. године.
| Група             | 2000.         | 2010.         |
| Белци             | 1.024 (98,2%) | 1.052 (96,9%) |
| Афроамериканци    | 0 (0,0%)      | 2 (0,2%)      |
| Азијати           | 0 (0,0%)      | 1 (0,1%)      |
| Хиспаноамериканци | 4 (0,4%)      | 19 (1,7%)     |
| Укупно            | 1.043         | 1.086         |